# St-Jean-Baptiste (Hannappes)

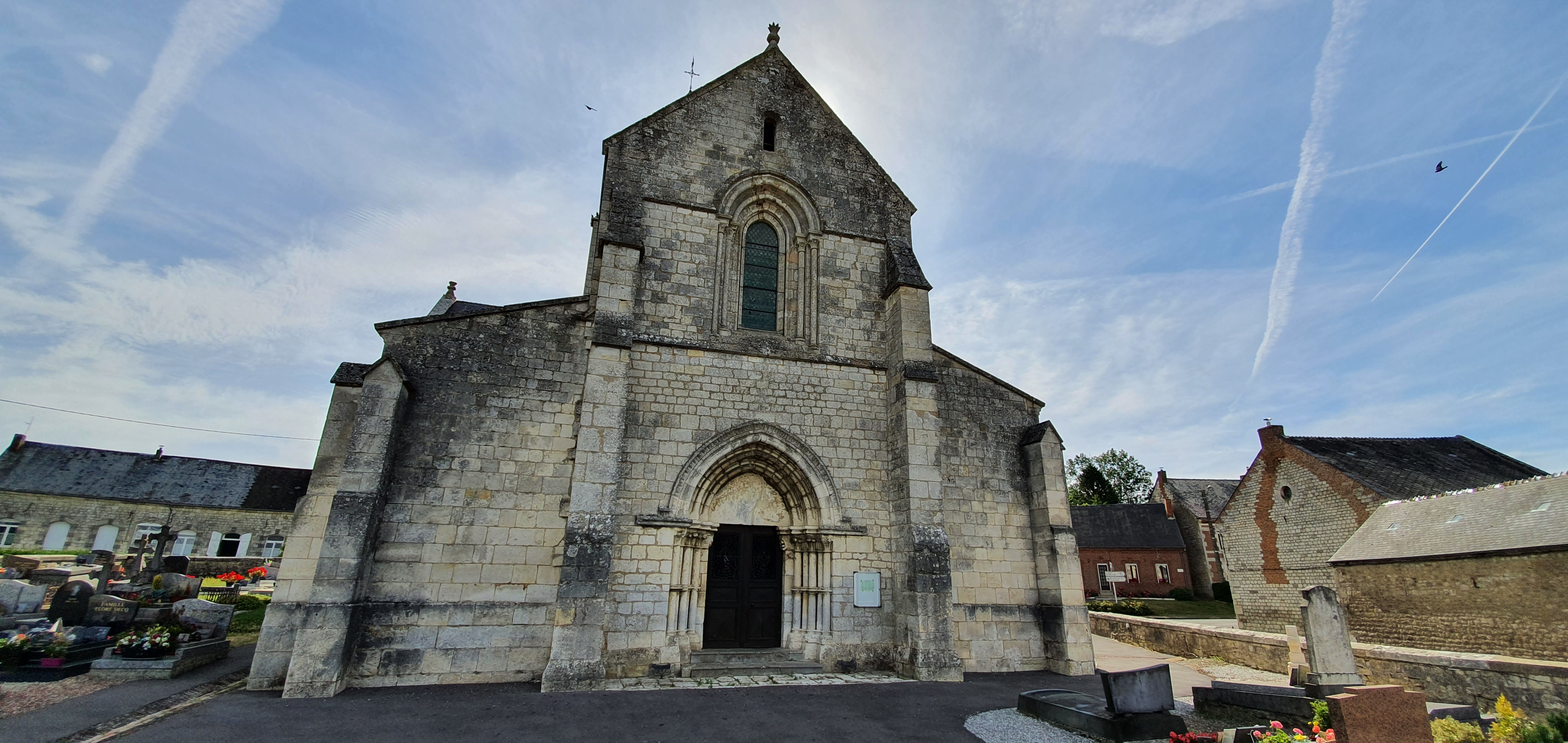
Kirche Saint-Jean-Baptiste in Hannappes

Die Pfarrkirche St-Jean-Baptiste in Hannappes  ist eine römisch-katholische Kirche aus dem 13. Jahrhundert und seit 1913 ein Monument historique. Sie ist dem Patrozinium des heiligen Johannes dem Täufer unterstellt. Die Kirche befindet sich im französischen Département Ardennes, in der Gemeinde Hannappes, im östlichen Teil des Dorfes, mit Blick auf das Tal von Ton und Aube.

## Geschichte
Die Pfarre wird bereits 1113 erwähnt. Im Jahr 1240 wurde sie an die Abtei Notre-Dame in Laon angeschlossen. Die Kirche wurde 1877 restauriert.

## Beschreibung
Das Westportal wird von drei Bögen gebildet. Stilistisch kann man sie der Spätromanik oder Frühgotik zuordnen; ebenso den Chor, das Querschiff und die östlichen Kapellen. Das Kirchenschiff und die Seitenschiffe stammen aus dem 17. oder 18. Jahrhundert.
Das Taufbecken ist aus dem 11. Jahrhundert im romanischen Stil. An seinen vier Ecken sind Köpfe dargestellt, die vier Seitenflächen verzieren Tierdarstellungen.
Das Bauwerk wird mitunter zu den Wehrkirchen von Thiérache (französisch Églises fortifiées de Thiérache) gezählt. Zu diesen werden circa einhundert Kirchen gerechnet. Obwohl die Kirche nicht eindeutig als Wehrkirche klassifiziert wird, verfügt sie über defensive Elemente, Schießscharten im Turm und einen eigenen Brunnen und wird wohl auch ihre Funktion als Zufluchtsort ausgeübt haben.

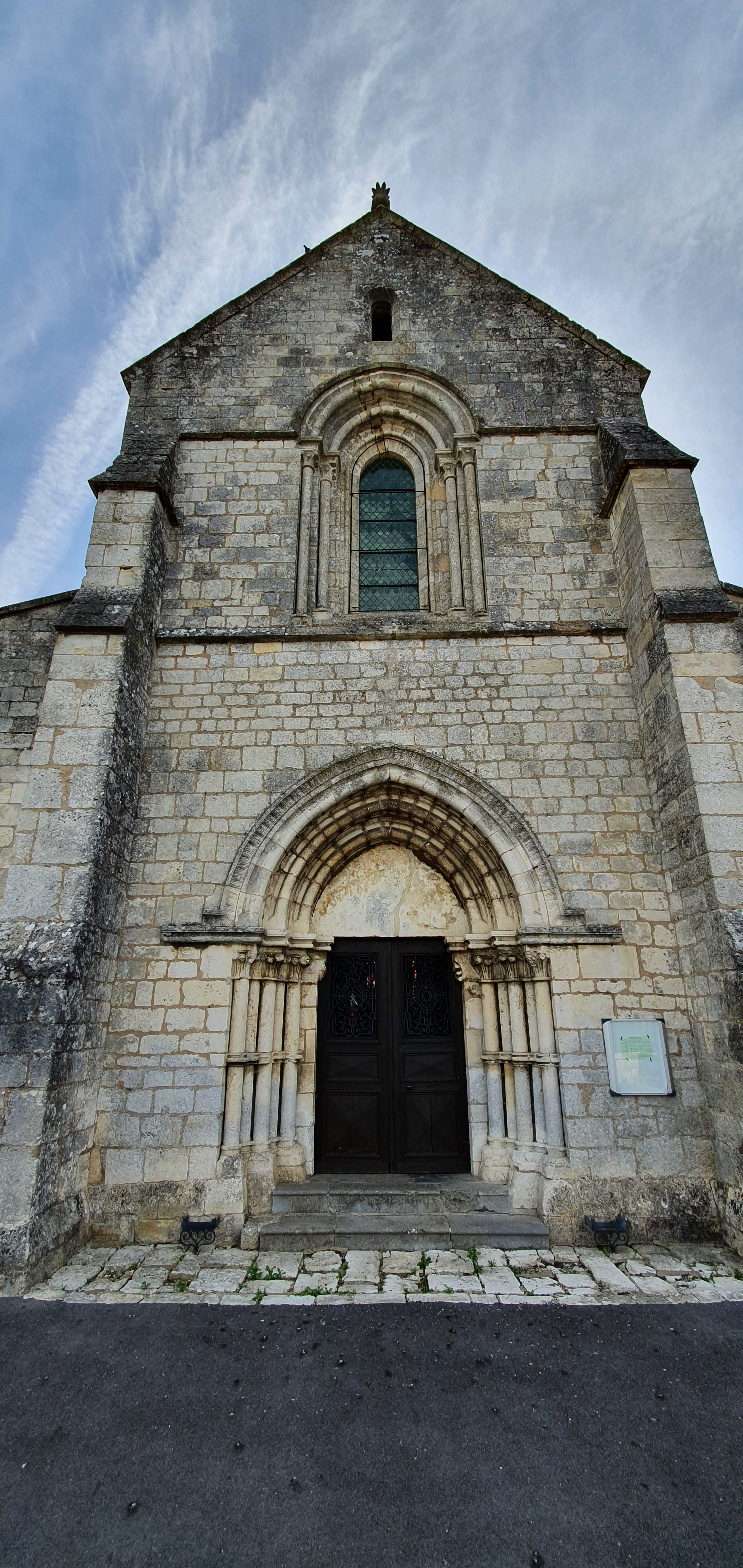
Portal
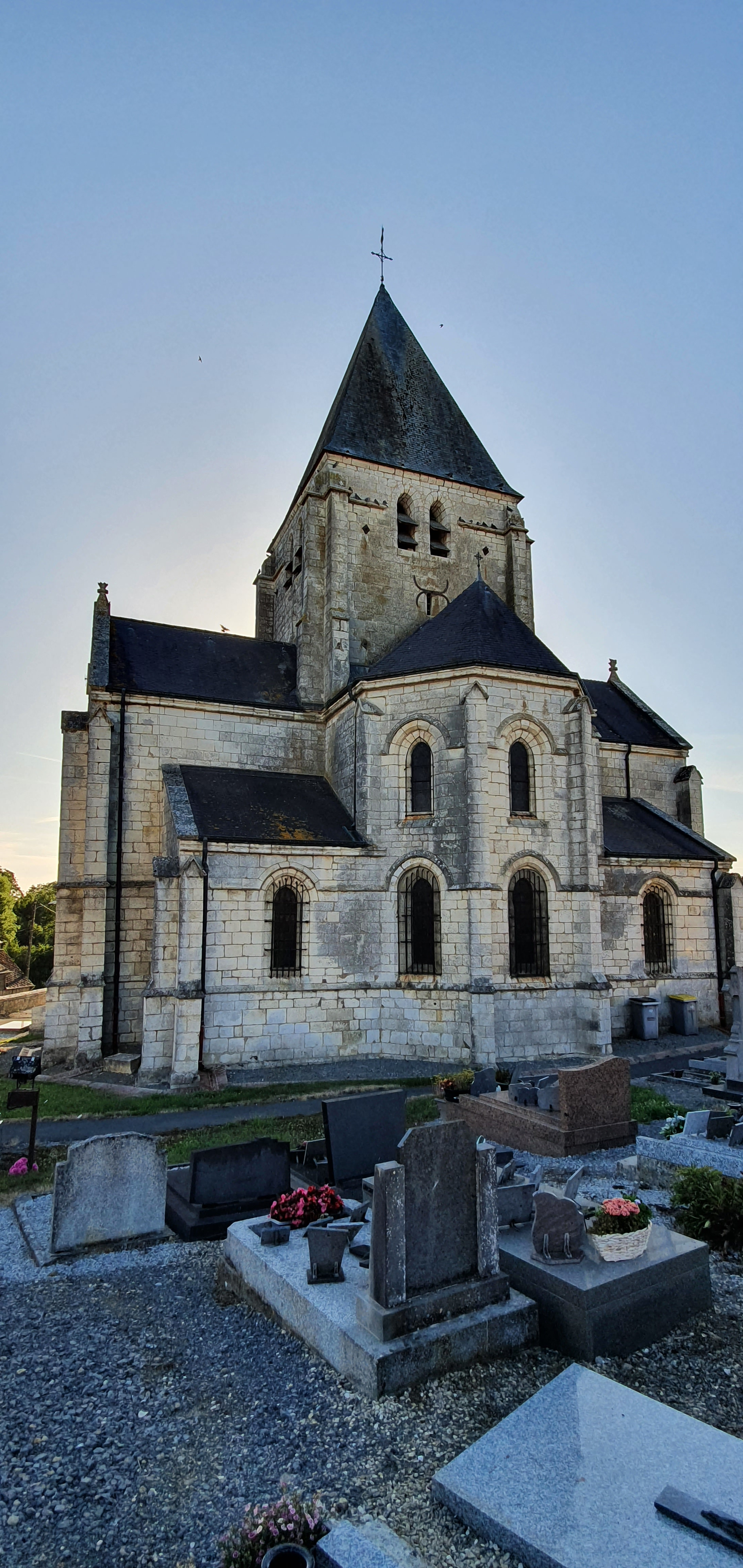
Chor
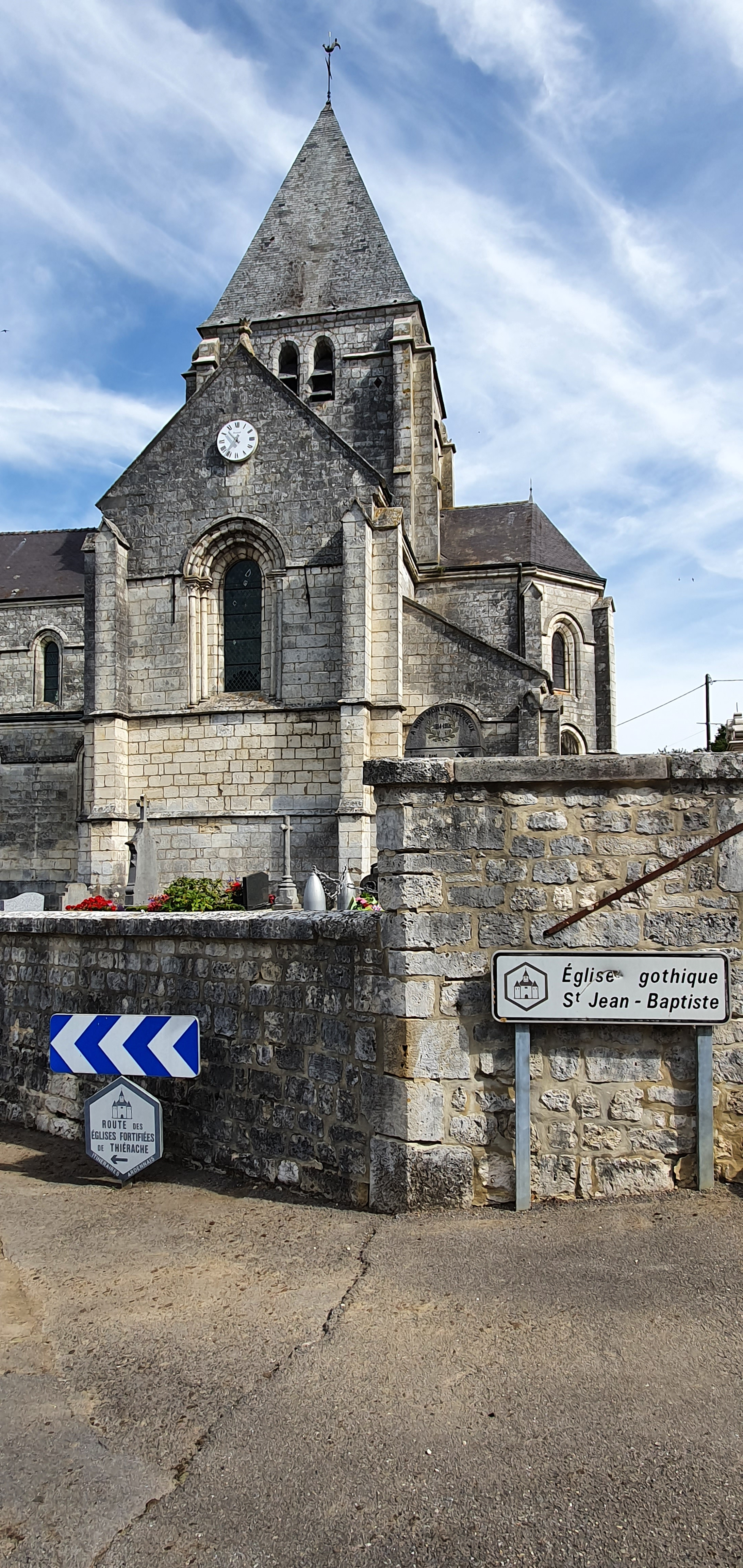
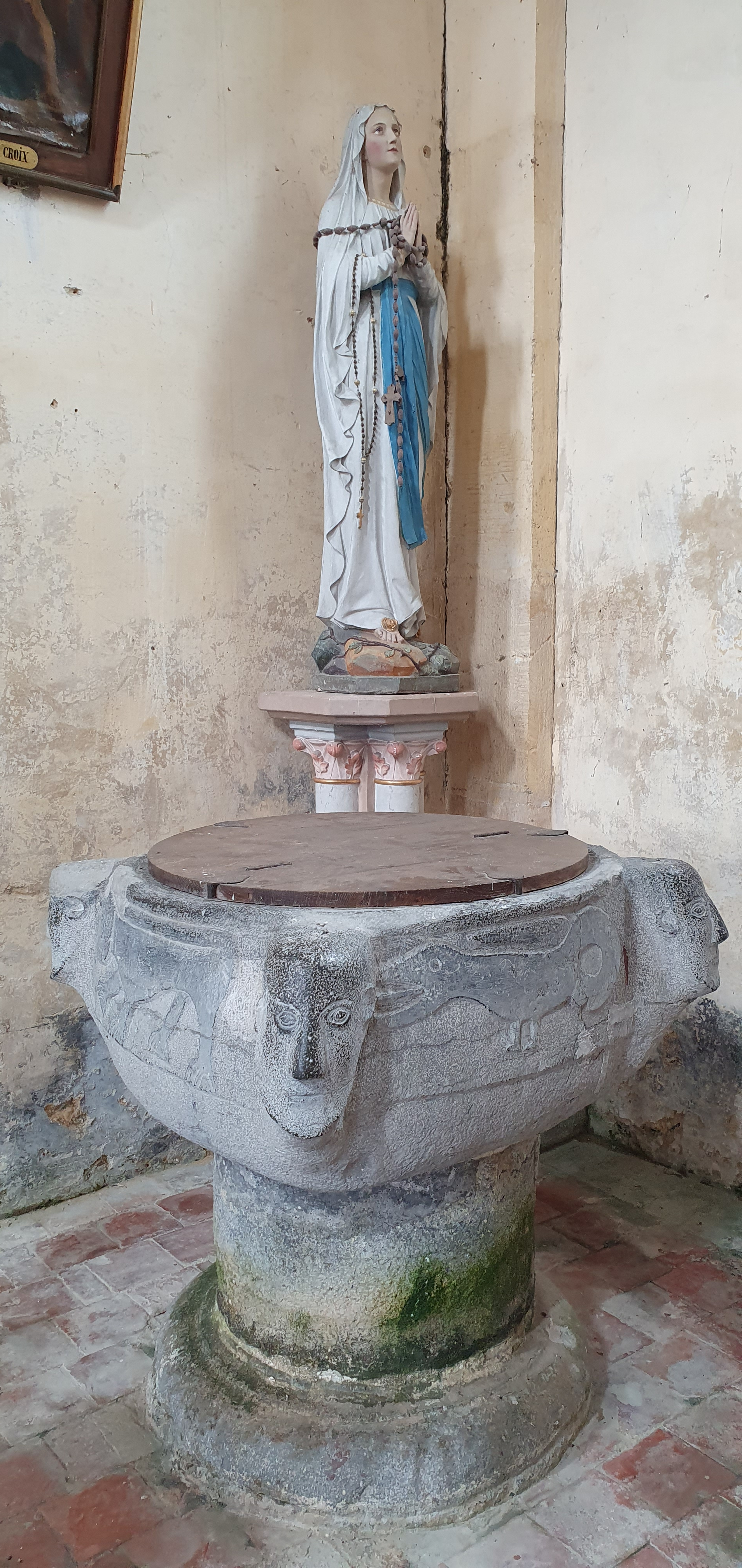
Taufbecken aus dem 11. Jahrhundert
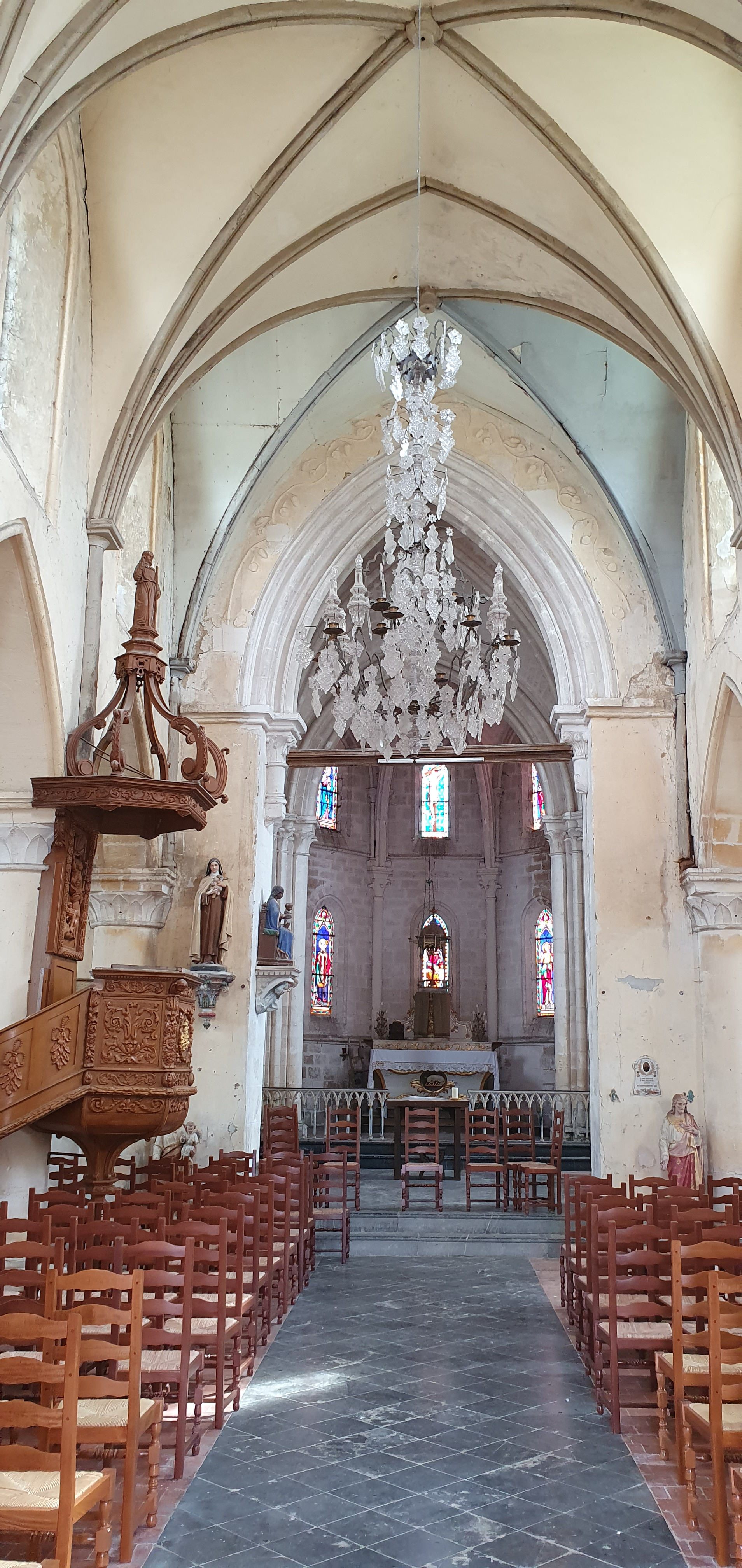
Innenansicht
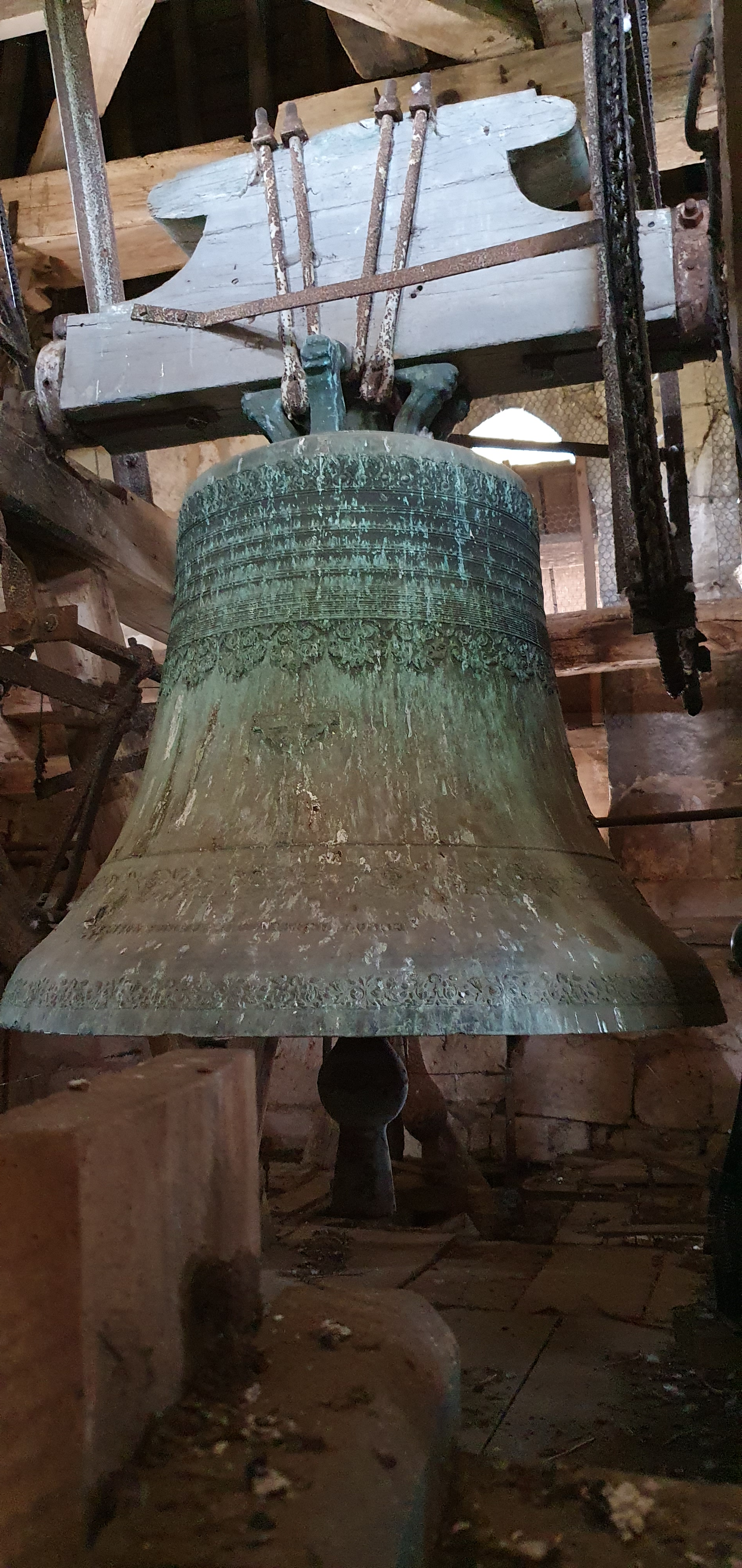
Kirchenglocke